# USS Bassett (APD-73)
L’USS Bassett (APD-73), est un destroyer de classe Buckley de la Marine américaine, converti en transport à grande vitesse de classe Charles Lawrence. Construit pendant la seconde guerre mondiale, il sert sur le théâtre du Pacifique, puis en Atlantique après la guerre. Il est ensuite transféré dans la marine colombienne.

## Construction
La quille du destroyer d'escorte Bassett a été posée le 28 novembre 1943 par la société Consolidated Steel Corporation, à Orange au Texas, et le navire a été lancé le 15 janvier 1944 en présence de Mme Margaret Bassett, mère de l'enseigne Edgar R. Bassett et marraine du destroyer. Il est converti en transport rapide de classe Charles Lawrence le 27 juin 1944, recevant alors le code APD-73. Après chantier, le Bassett est réaffecté au service actif le 23 février 1945, sous le commandement du lieutenant commander Harold Thériault J.

## Seconde Guerre mondiale
Le Bassett part pour exercices dans la baie de Chesapeake puis au large de Guantanamo Bay, à Cuba, jusqu'au 9 avril 1945. Il fait ensuite escale à Norfolk pour réparations, avant de faire route pour Pearl Harbor où il est affecté à la Flotte du Pacifique des États-Unis. Arrivé le 1er mai 1945, l'USS Bassett a d'abord effectué une formation à la guerre amphibie aux alentours d'Hawaï. Il a ensuite reçut l'ordre d'escorter des convois à Eniwetok dans les îles Marshall, à Guam dans les îles Mariannes, à Ulithi dans les îles Caroline, à Hollandia en Nouvelle-Guinée, et finalement dans le golfe de Leyte aux Philippines. Le Bassett effectue là le service postal, délivrant passagers et courriers dans les différentes bases de l'archipel.
Après son retour à Leyte le 26 juillet 1945, l'USS Bassett effectue des patrouilles anti-sous-marine au large de Bornéo. Le 2 août 1945, alors qu'il croise au nord de Leyte, il reçoit un rapport concernant des naufragés à 200 milles (370 kilomètres) de sa position et fait route pour enquêter. En une dizaine d'heures, le Bassett a rejoint la zone et s'est mis à la recherche des survivants du croiseur lourd USS Indianapolis  (CA-35), qui avait été torpillé et coulé par le sous-marin japonais I-58. Le Bassett sauve 154 survivants de l’Indianapolis au cours de quatre heures de recherche et les emmène à l'hôpital de la flotte avant de retourner à Leyte.

## Après-guerre
Après un bref voyage à Hollandia, le Bassett est attribué au Groupe Amphibies no 8, et prend part à l'occupation du Japon, qui a suivi sa capitulation le 15 août 1945. Il appuie les débarquements de troupes à Wakayama, près du port stratégique de Kure, et à Nagoya, sur Honshu, avant de servir de navire de contrôle portuaire à l'entrée de Nagoya.
À partir du 18 novembre 1945, l'USS Bassett participe à l'Opération Magic Carpet, visant à ramener les soldats américains aux États-Unis, en embarquant les vétérans à Sasebo, au Japon. À son retour sur la côte Ouest des États-Unis, le Bassett fait brièvement escale à San Diego avant de passer en océan Atlantique. Il effectue des réparations au chantier naval de Philadelphie, puis il est assigné au Groupe de Floride de la Flotte no 16, qui plus tard sera la flotte de réserve de l'Atlantique. Désarmé le 29 avril 1946, le Bassett a été mis au sec à Green Cove Springs, en Floride, et reste inactif pendant quatre ans et demi.

## Années 1950
Le Bassett est remis en service actif le 7 décembre 1950 sous les ordres du lieutenant-commandant Vellis Démétrius, et s'arrête à Jacksonville, en Floride, pour des réparations à la cale sèche de Merrill Stephens. Il est ensuite intégré au groupe des forces amphibies de la Flotte de l'Atlantique des États-Unis et part pour Norfolk le 19 décembre 1950.
Au cours des sept années suivantes, le Bassett opère depuis Norfolk avec le groupe des forces amphibies de la flotte de l'Atlantique. Ses premières affectations l'emmènent à La Havane à Cuba ; à Saint Thomas dans les îles Vierges américaines, et à la base navale de Roosevelt Roads, à Porto Rico. Il participe également à des travaux de reconnaissance par temps froid menées en coopération avec le Corps des Marines. Il escorte des convois, participe à des débarquements amphibies, et effectue des missions de protection anti-aériennes. En juin 1952, le Bassett entame sa première croisière de formation d'élèves, au cours de laquelle il s'est arrêté à Greenock, en Écosse, et dans plusieurs ports français.
En juin 1954, l'agitation au Guatemala incite l'état-major de l’US Navy à envoyer le Bassett en Amérique centrale pour observer la situation. À son retour des Caraïbes il effectue une autre croisière de formation d'élèves officiers, cette fois au Canada et à Porto Rico.
Le Bassett effectue des réparations au chantier naval de Charleston, en Caroline du Sud, durant l'été 1955, et retourne au service actif le 6 septembre 1955, quittant Charleston pour Guantanamo où il arrive le 25 septembre 1955. Le Bassett passe une nuit au port avant de partir à la recherche d'un avion traqueur de cyclone perdu dans les Caraïbes, alors qu'il suivait l'ouragan Janet. Cependant, il ne peut localiser l'avion ou son équipage.
Le Bassett reçoit l'ordre d'aller au Honduras britannique pour aider les victimes de l'ouragan Janet. Il fait escale au port de Tampico, au Mexique, où les inondations causés par l'ouragan ont englouti 82 979 km2 de territoire mexicain, causant humaines et matérielles. À Tampico, le Bassett assiste le porte-avions léger USS Saipan  (CVL-48) dans sa mission de secours. Il délivre de la nourriture à la population dans le besoin le long du Rio Panuco et envoie des équipes secourir les gens bloqués.
Le Bassett retourne à Guantanamo Bay le 17 octobre 1955. Le 18 novembre 1955, il part pour les États-Unis et fait escale à Norfolk.
Après une formation de transport amphibie à Norfolk à la fin novembre et début décembre 1955, le Bassett effectue des opérations amphibies dans la Base navale amphibie de Little Creek dans la région de Virginia Beach, en Virginie, en janvier 1956. Le Bassett  passe le reste de février et la première partie de mars 1956 à Little Creek ou dans les eaux avoisinantes.
Le 20 mars 1956, le Bassett appareille pour la Méditerranée et son premier déploiement avec la Sixième flotte américaine. Il passe le Détroit de Gibraltar le 1er avril 1956. Le Bassett entame une tournée de plusieurs mois en Méditerranée, alternant les escales de courtoisie et les exercices amphibies. Le transport rapide visite ainsi la Méditerranée, de Gibraltar à Athènes, la Grèce, Izmir en Turquie, l'île de Rhodes et la Riviera française. Au cours de des manœuvres de débarquement, le Bassett sert de navire de  commandement à Porto Scudo en Sardaigne, et à Dikili en Turquie, en plus de soutenir sa propre unité de démolition sous-marine.
Après un déploiement de sept mois en Méditerranée, le Bassett rallie Little Creek le 18 octobre 1956 et passe le reste de l'année en travaux d'entretien et de réparations après son déploiement. En janvier 1957 il croise aux alentours de Little Creek dans la région de Virginia Capes. Plus tard, il élargit sa zone d'opérations aussi loin que La Guaira, au Venezuela. Ses autres ports d'escale familiers sont Guantanamo Bay et l'île de Vieques, ainsi que Coco Solo, au Panama et à Morehead City, en Caroline du Nord.
Le Bassett est désarmé le 26 août 1957, et placé dans le groupe de Norfolk de la flotte de réserve de l'Atlantique.

## Fin de carrière
Le Bassett est retiré du service actif et mis en réserve à Norfolk le 26 novembre 1957. Il reste en réserve pendant plus de neuf ans et demi avant que son nom ne soit rayé du registre des unités de la Marine des États-Unis le 1er mai 1967. Il est transféré a la Marine colombienne le 6 septembre 1968.

## Marine colombienne
Remorqué depuis New York jusqu'à Boston, au Massachusetts, au début de juillet 1968, le Bassett est remis à la Colombie en vertu du Programme d'aide militaire. Il est incorporé dans la Marine colombienne le 6 septembre 1968 sous le nom d'ARC Almirante Tono (DT 04), et après des réparations il rejoint la base navale de Carthagène des Indes, en Colombie.
L'Almirante Tono a été en service dans la Marine colombienne jusqu'au milieu des années 1970.

## Sources
- (en) Cet article est partiellement ou en totalité issu de l’article de Wikipédia en anglais intitulé « USS Bassett (APD-73) » (voir la liste des auteurs).